# Стадион Бадњевац
Стадион Бадњевац је фудбалски стадион у Бадњевцу, Србија. На њему своје домаће утакмице игра Бадњевац.
Стадион је један од ретких у Србији који има рефлекторе, без обзира што се оба клуба такмиче тек у шестој лиги.
Најзначајнија утакмица је одиграна 13. марта 1996. када су у полуфиналу купа Бадњевац и Партизан играли нерешено 1:1.
На овом стадиону су неколико пута као домаћини због казни или реновирања стадиона играли Раднички 1923 и Нови Пазар.
Неколико пута је стадион био домаћин кадетске фудбалске репрезентације Србије.